# جاده ئی۴۶۲ اروپا
جاده ئی۴۶۲ اروپا (به انگلیسی: European route E462) یکی از جاده‌های درجه ۲ قاره اروپا است.
این جاده از شهر برنو (جمهوری چک) شروع شده و در شهر کراکوف (لهستان) به پایان می‌رسد.